# WSPR
WSPR (pronunciato "whisper") sta per Weak Signal Propagation Reporter. È un sistema automatico utilizzato dai radioamatori per lo studio della propagazione e per testare "sul campo" le antenne attraverso la trasmissione e la ricezione automatica di segnali deliberatamente deboli.
In ogni stazione opera un ricetrasmettitore di debole potenza opportunamente comandato allo scopo da un pc e da uno specifico software. Il computer si occupa anche della codifica e decodifica dei dati trasmessi anch'essi automaticamente.
L'invio comprende il nominativo di stazione, i primi quattro caratteri del locatore di Maidenhead (un sistema approssimativo per indicare la posizione geografica) e la potenza di trasmissione espressa in dBm.
Grazie ad un bassissimo bit rate e con un impiego quindi di una banda altrettanto stretta, il programma può decodificare segnali con S/N più basso di -28 dB riferiti però al rumore del normale canale di trasmissione audio, largo circa 2500 Hz, che  accoglie il sistema.
Le stazioni connesse ad internet possono inviare automaticamente dei rapporti di ricezione al database centrale WSPRnet. La mappa presente sul relativo sito tiene traccia delle tratte relative ai collegamenti avvenuti aggiornandosi in tempo reale.

## Il protocollo WSPR
Il tipo di emissione usata è in classe "F1D", cioè modulazione di frequenza (FM), un solo canale senza sottoportante e con trasmissione dati. Il protocollo WSPR per la trasmissione dati comprime le informazioni del messaggio in 50 bit. Questi sono codificati usando un codice convoluzionale con vincolo di lunghezza K=32 e un rate r=1/2. La lunghezza del vincolo è tale da portare gli errori di decodifica al minimo.

### Specifiche del protocollo
- Messaggio standard: Nominativo + 4 cifre del locatore + dBm (e.s., IU7ZZZ JN90 37)
- Messaggi con nominativi misti e/o locatori a 6 cifre usano due sequenze di trasmissione. La prima trasmissione invia il nominativo misto ed il livello di potenza, oppure il nominativo standard con 4 cifre del locatore ed il livello di potenza; mentre la seconda trasmissione invia il nominativo misto, 6 cifre del locatore ed il livello di potenza. Il prefisso può contenere fino a tre caratteri alfanumerici, mentre il suffisso deve essere una lettera oppure uno o due cifre.
- Un messaggio standard una volta compresso ha un peso di 50 bit così suddivisi: 28 bit per il nominativo, 15 per il locatore, 7 per il livello di potenza.
- Forward error correction (FEC): codice convoluzionale non ricorsivo con vincolo di lunghezza K=32, e rate r=1/2.
- Numero dei simboli del canale binario: nsym = (50+K-1) * 2 = 162.
- Baudrate: 1.4648 baud.
- Modulazione: a fase continua 4-FSK, separazione tra i toni 1.4648 Hz.
- Larghezza di banda occupata: circa 6Hz
- Sincronizzazione: 162-bit.
- Data structure: Ogni canale simbolo trasmette un bit di sincronia (LSB) ed un bit di dati (MSB).
- Durata della trasmissione: 162 * 8192/12000 = 110.6 s.
- Le trasmissioni iniziano un secondo dopo lo scattare del minuto UTC e.s., at hh:00:01, hh:02:01, etc.
- S/N Minimo per la recezione: all'incirca –28 dB  (2500Hz larghezza di banda di riferimento).

## Applicazioni

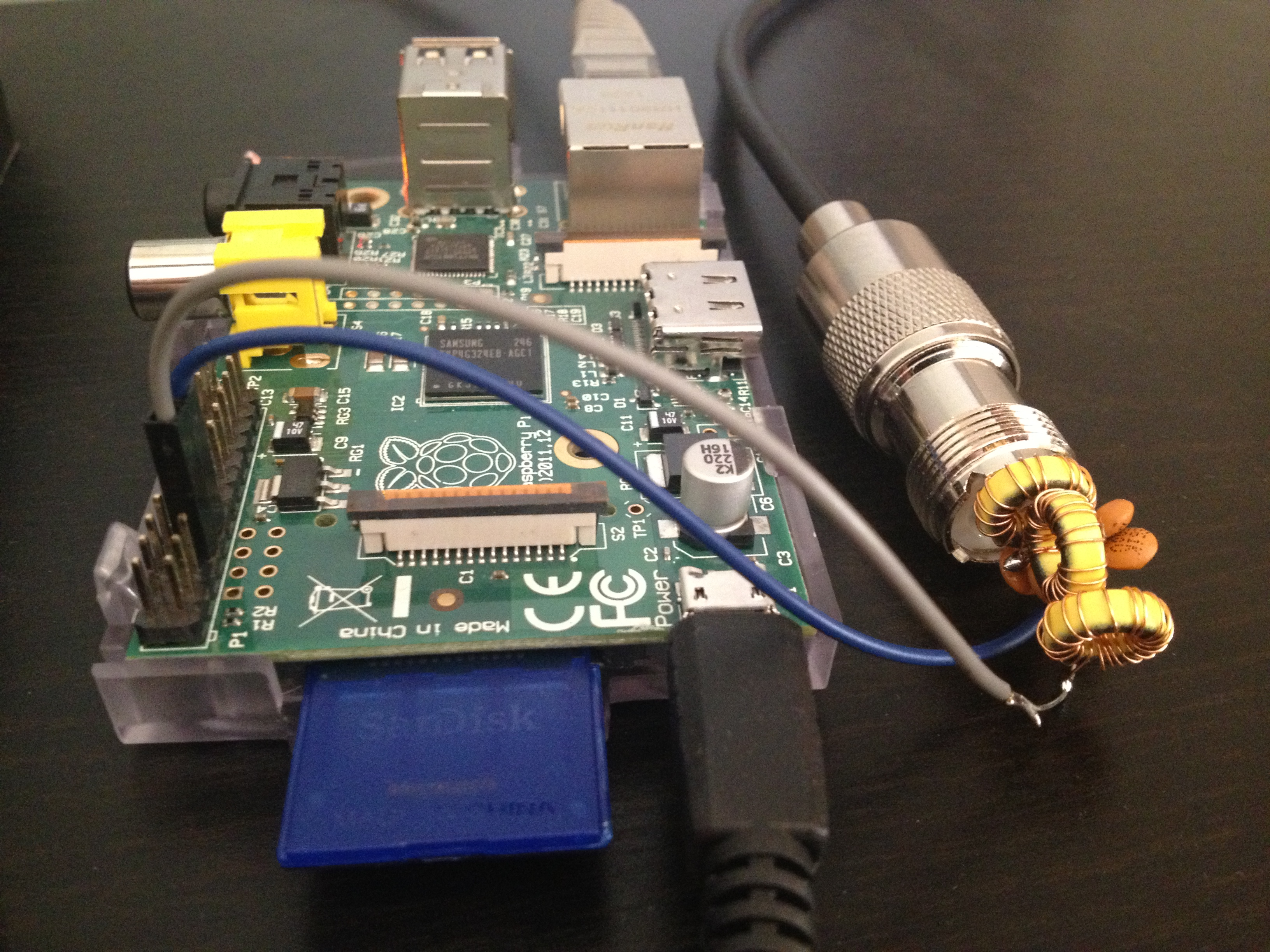
Un Raspberry Pi utilizzato come trasmettitore per WSPR

Di solito una stazione che opera in WSPR utilizza un computer interfacciato con un ricetrasmettitore, ma è anche possibile creare un semplice trasmettitore beacon con pochi accessori. Per esempio un trasmettitore beacon WSPR può essere costruito usando un Si570 o un AD9850 utilizzando un Arduino o qualsivoglia microprocessore, inoltre un Raspberry Pi può essere utilizzato direttamente come trasmettitore beacon per WSPR.

Density distribution of WSPR spots, January 2014 vs July 2014, using only most distant reception per spot.

## Storico
La prima versione del software WSPR è uscita nel 2008.